# Cehal, Satu Mare
Cehal este un sat în comuna cu același nume din județul Satu Mare, Transilvania, România.
Relieful este dominat de dealuri, acoperite, în general, de păduri de foioase. Fauna este una specifică, alcătuită din mistreț, cervide, iepuri, vulpi etc.
Principala ocupație a cetățenilor este agricultura, cu toate că solul nu este fertil. Predomină cultura porumbului, cerealelor, viței de vie, a pomilor fructiferi (măr, prun, cireș etc). Oameni trăiesc din creșterea animalelor și negoțul cu animale .